# Шахрай, Владимир Матвеевич
Владимир Матвеевич (Моисеевич) Шахра́й (21 февраля [5 марта] 1899, Одесса, Херсонская губерния — 7 февраля 1978, Фрунзе) — советский оперный певец (баритон) и режиссёр. Заслуженный артист Белорусской ССР (1944). Заслуженный деятель искусств Киргизской ССР (1958).

## Биография
Родился 21 февраля (по старому стилю) 1899 года в Одессе, в семье провизора Моисея Мееровича (Мироновича) Шахрая (1862—?) и домашней учительницы Суры (Софьи) Хаимовны Шахрай (в девичестве Фихтенгольц, 1874—1917), дочери одесского купца второй гильдии Хаима-Иделя Абрамовича Фихтенгольца (1844—1912), заключивших брак там же 15 августа 1896 года. Родителям принадлежали магазины фармацевтических товаров на Большой Арнаутской улице, № 53, и Ришельевской улице, № 36.
Окончил Одесскую консерваторию (1920, класс Ю. А. Рейдер). Пел в оперных театрах Одессы, Москвы, Саратова, Баку и Новосибирска. Основные партии — Онегин в «Евгении Онегине» П. И. Чайковского, Мизгирь в «Снегурочке» Н. А. Римского-Корсакова, Жермон в «Травиате» Дж. Верди, Зурга в «Искателях жемчуга» Ж. Бизе, Невер в «Гугенотах» Ж. Мейербера и др.
В 1932 году, завершив певческую карьеру, занялся режиссурой оперных постановок. Работал в Минске, затем в Горьком. В 1952—1964 годах — главный режиссёр Киргизского театра оперы и балета, где поставил, в частности, спектакли «Князь Игорь» Бородина (1954), «Опричник» Чайковского (1957), «Борис Годунов» Мусоргского (1960), «Сказка о царе Салтане» Римского-Корсакова (1964), «Проданная невеста» Бедржиха Сметаны (1955).
Работал также в театрах Челябинска и Алма-Аты.

## Награды
- орден Трудового Красного Знамени (01.11.1958)
- медали